# Famivida
La Fundación Amigos por la Vida (Famivida) fue una organización sin fines de lucro de Ecuador creada en 1995 que promovía la defensa de los derechos de las personas LGBT y la prevención de las enfermedades de transmisión sexual. Fue la primera organización LGBT en la historia de la ciudad de Guayaquil. Entre sus integrantes se encontraron activistas como Neptalí Arias Zambrano (presidente de la fundación desde su creación), Óscar Ugarte, Gonzalo Abarca y Lía Burbano.
Para 2014 la fundación había cesado sus operaciones. Estuvo activa al menos hasta junio de 2011.

## Historia
Famivida fue creada oficialmente el 15 de agosto de 1995 bajo el acuerdo ministerial 2140 del Ministerio de Salud Pública. Fue registrada como organización en favor de la prevención del VIH/sida, sin mencionar la defensa de los derechos LGBT, debido a que al momento de su creación la homosexualidad seguía siendo considerada como un delito en Ecuador.
Luego de la Redada del bar Abanicos, una incursión policial ocurrida el 14 de junio de 1997 en un bar LGBT de la ciudad de Cuenca en que varios de los detenidos sufrieron abusos y violaciones, Famivida se unió a las agrupaciones LGBT Fedaeps, Coccinelle y Tolerancia, para formar un frente unido bajo el nombre de Triángulo Andino con el propósito de lograr la despenalización de la homosexualidad. Tras acordar presentar una demanda de inconstitucionalidad contra el artículo 516 del Código Penal, el mismo que criminalizaba la homosexualidad, iniciaron una campaña de recolección de firmas de apoyo, que era uno de los requisitos para presentar la demanda. A raíz de la campaña, el 17 de septiembre se realizó frente a la Corte de Justicia la primera manifestación pública de personas LGBT en la historia de Guayaquil. El 25 de noviembre del mismo año, el Tribunal Constitucional anuló el primer inciso del artículo 516 del Código Penal, con lo que quedó despenalizada la homosexualidad en Ecuador. Terminado el proceso de despenalización, Famivida se reestructuró para incluir la defensa de los derechos de las personas LGBT entre sus finalidades.
Para el 28 de junio de 2000, integrantes de Famivida intentaron organizar la primera Marcha del Orgullo LGBT de Guayaquil, para lo que lograron reunir alrededor de 300 personas. Sin embargo, un grupo de 60 policías rodeó a los participantes y lanzó gas lacrimógeno contra ellos, en un hecho que fue denunciado por Amnistía Internacional. Luego de ser dispersados por la policía, muchos de los presentes escaparon hacia el bar LGBT Judah, ubicado en las calles Los Ríos y Clemente Ballén. No obstante, la policía llegó poco después al bar y realizó una redada junto con camarógrafos de la cadena de televisión abierta Canal Uno, quienes grabaron a los presentes.
En los años siguientes, Famivida continuó denunciando casos de homofobia y abuso de las autoridades. En abril de 2003, Neptalí Arias, presidente de Famivida, denunció que el director de vigilancia del municipio de Guayaquil había enviado una carta al alcalde de la ciudad, Jaime Nebot, en que le solicitaba que se aprobara una «prohibición para los gays y homosexuales de pasar por los nuevos sitios(...), para quienes ofendan públicamente el pudor con acciones o dichos indecentes y por salir vestidos de manera indecorosa a la vía pública», a lo que el denunciado respondió que su carta solo se refería a los que se dediquen a la prostitución. Famivida, junto con la Defensoría el Pueblo, también denunció los abusos cometidos durante el operativo permanente denominado «Caballero Rosa», instaurado por el gobernador Guido Chiriboga Parra y que buscaba «erradicar la presencia de travestis y transexuales» del Barrio Orellana.
De 2002 a 2004, Famivida solicitó al alcalde Nebot permiso para realizar una marcha del orgullo LGBT en la ciudad, pero en las tres ocasiones el burgomaestre se negó aseverando que «la sociedad no estaba preparada». A causa de estas negativas, los integrantes de Famivida no intentaron obtener los permisos en 2005 y en su lugar conmemoraron el Día Internacional del Orgullo LGBT con un evento en que entregaron reconocimientos a personajes públicos de la comunidad LGBT local. Al año siguiente, decidieron realizar un festival artístico bautizado como «Arte y Diversidad» en la intersección de las avenidas Orrantia y Alcívar, en la ciudadela Kennedy, y coordinado por Óscar Ugarte. Aunque no contaban con permisos para realizar el evento, siguieron adelante con el mismo dado que, al ser un año de elecciones presidenciales, sabían que ningún político querría entrar en polémicas por el hecho. El festival se repitió en 2007 y 2008.
Durante la tercera edición de este festival, efectuada el 28 de junio de 2008 y organizada por Famivida, los asistentes realizaron por primera vez una marcha en la avenida Delta, lo que la convirtió en la primera Marcha del Orgullo LGBT de Guayaquil.

### Mujer & Mujer

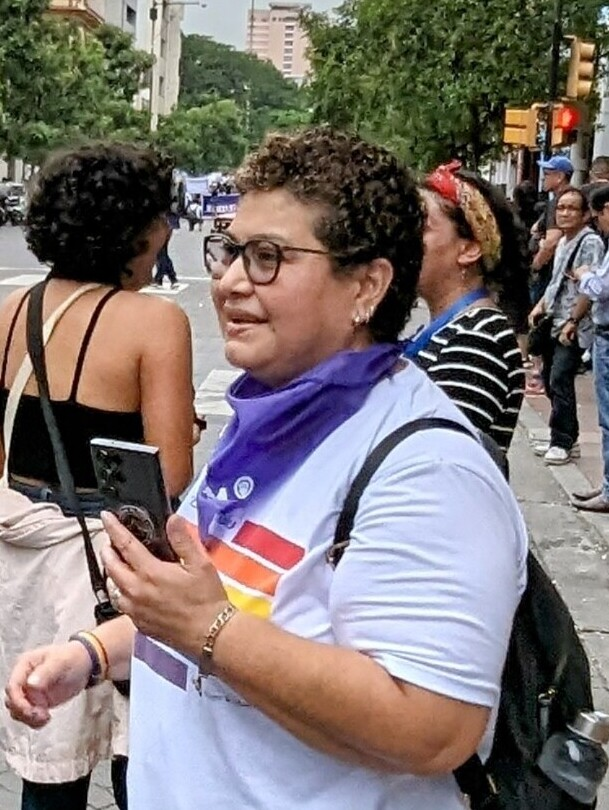
La activista Lía Burbano en 2024.

El 8 de marzo de 2003, Lía Burbano, una de las integrantes de Famivida, organizó en la fundación una reunión de mujeres que alcanzó gran acogida. Producto de este encuentro acordaron formar una agrupación dentro de Famivida con el nombre de Mujer & Mujer que aglutinara a mujeres lesbianas, de este modo convirtiéndose en la primera agrupación lésbica de la ciudad. El grupo fue creciendo en los años siguientes y en 2005 participó en el Encuentro Nacional Lésbico que organizaba la fundación quiteña Causana.
Debido a discrepancias con dirigentes de Famivida, las integrantes de Mujer & Mujer decidieron posteriormente separarse y formar su propia fundación.